# كلايد واتسون
كلايد واتسون (بالإنجليزية: Clyde Watson)‏ (10 فبراير 1956 بجورج تاون في غيانا - ) هو مدرب كرة قدم ولاعب كرة قدم أمريكي في مركز الهجوم. لعب مع Detroit Express (1981–1983) ‏ وCarolina Lightnin' ‏ وNew York Eagles ‏ وPennsylvania Stoners ‏ وPhiladelphia Fever (MISL) ‏ وويتشاتا وينغز ‏.